# Naruto Shippūden: The New Era
Naruto Shippūden: The New Era est un jeu vidéo de combat/plate-forme, développé par Takara Tomy et édité par 505 Games. Il est sorti sur Nintendo 3DS en mars 2011.

## Accueil
- Nintendo Life : 5/10[1]